# Geilsdorf (Adelsgeschlecht)

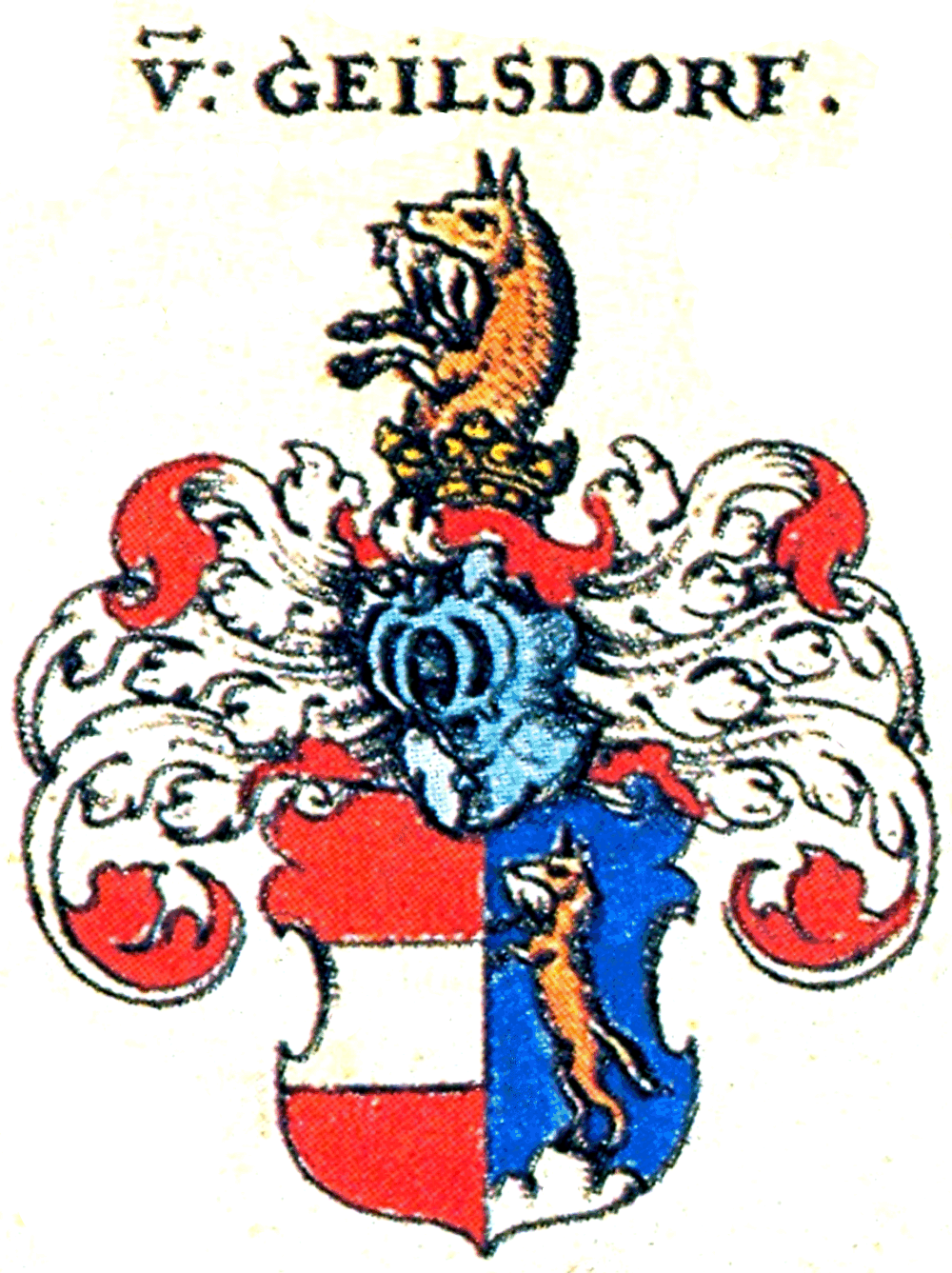
Wappen derer von Geilsdorf in Siebmachers Wappenbuch, 1605

Die Familie von Geilsdorf war ein vogtländisches und fränkisches Adelsgeschlecht. Sie ist eines Stammes mit den von Mühlen und den Wiedersperger von Wiedersperg.

## Geschichte
Namensgebender Stammsitz ist Geilsdorf, heute eingemeindet nach Weischlitz. Die dortige Herrschaft im 16. Jahrhundert erstreckte sich u. a. auf den Nachbarort Schwand. In der Geilsdorfer Kirche verfügte die Familie über eine Familiengruft. Erwähnung findet die Familie auch in der Geschichte von Tobertitz bei Reuth. Als Teil der reichsfreien fränkischen Ritterschaft war sie im Ritterkanton Gebürg (z. B. 1529) organisiert. Anfang des 17. Jahrhunderts war die Familie im Besitz des Ansitzes Hofeck. Letzter Besitzer von Hofeck war Christoph von Geilsdorf, der am 5. Februar 1618 als letzter seines Geschlechtes verstarb.

## Genealogische Nachrichten
Viertes Viertel 16. Jh.
- Georg Peter von Reitzenstein auf Schönberg und Geilsdorff
  - Gemahlin Magdalena von Geilsdorff
    - Herrn Hans Wilhelms von und zu Geilsdorff und Selbiz und Frauen Anna von Geilsdorff, einer geborenen von Feilitzsch aus dem Hause Kemnitz, Tochter[4]

## Wappen
Das geteilte Wappen zeigt in der rechten Schildhälfte einen silbernen Balken auf rotem Grund, links in Blau einen springenden natürlichen Wolf mit einem weißen Lamm im Fang. Auf dem Helm mit rot-silbernen Decken der Wolf mit dem Lamm wachsend.